# Браохос
Браохос (ісп. Braojos) — муніципалітет в Іспанії, у складі автономної спільноти Мадрид. Населення — 191 особа (2010).
Муніципалітет розташований на відстані близько 70 км на північ від Мадрида.

## Демографія
Динаміка населення (INE ):

## Галерея зображень

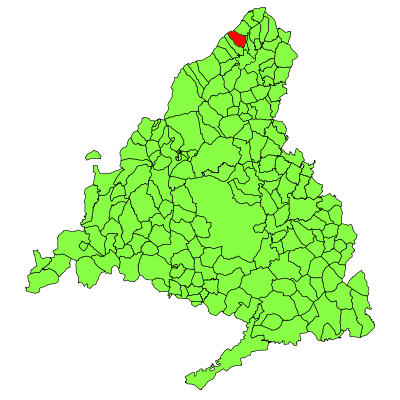
Розташування муніципалітету у автономній спільноті Мадрид
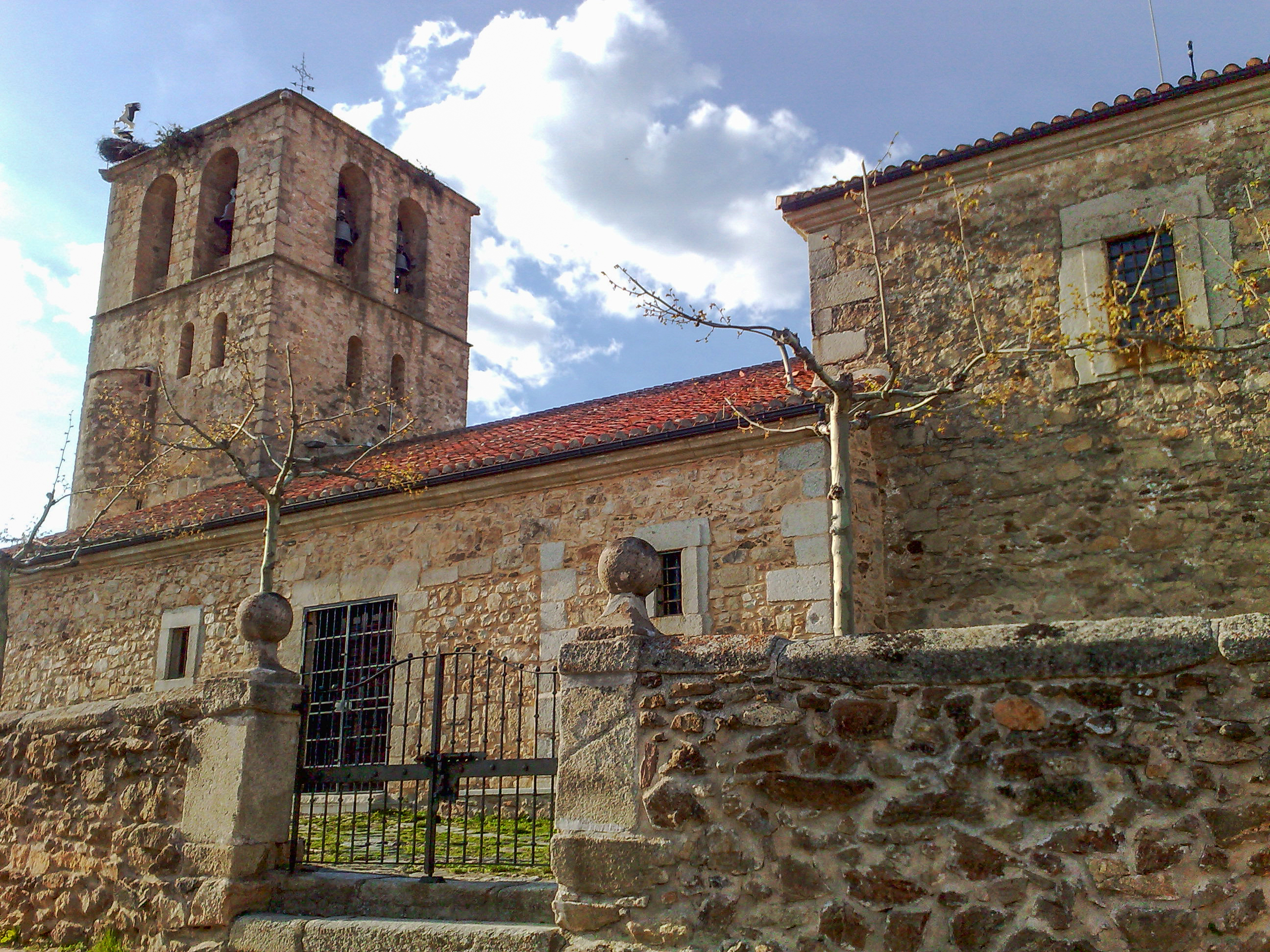
Церква Сан-Вісенте-Мартір